# Gigancik
Gigancik, koliber wielki (Patagona gigas) – gatunek ptaka z rodziny kolibrowatych (Trochilidae), będący największym przedstawicielem całej rodziny, wielkością zbliżony do szpaka. Jest jedynym przedstawicielem monotypowej podrodziny gigancików (Patagoninae) i rodzaju Patagona. Występuje wzdłuż łańcuchów górskich Andów – od południowo-zachodniej Kolumbii do południowego Chile.

## Zasięg występowania
Gigancik występuje w zależności od podgatunku:
- P. gigas peruviana – gigancik północny[5] – Andy od południowo-zachodniej Kolumbii (Nariño) na południe do północnego Chile (Tarapacá) i północno-zachodniej Argentyny (południowa do północnej Catamarci i Tucumán).
- P. gigas gigas – gigancik południowy[5] – środkowe i południowe Chile (Atakama do Concepción i Valdivii, okazjonalnie na południe do Aisén) i środkowo-zachodnia Argentyna (na południe do Mendozy). Populacje południowe na zimę przemieszczają się na północ aż po północno-zachodnią Argentynę (Catamarca, Tucumán).

## Wygląd
Długość ciała 21–23 cm. Długie skrzydła, pióra na wierzchu ciała ciemne, zielone, od spodu płowe, z białym kuprem i pokrywami podogonowymi. Spód ciała samicy w plamki.

## Zachowanie
Lata podobnie do jaskółki, często lotem ślizgowym. Potrafi zawisnąć w powietrzu, lecz najczęściej siada, kiedy pobiera pokarm. Agresywny koliber, często odpędza inne ptaki od kwiatów.

## Środowisko
Występuje na suchych, zakrzewionych płaskowyżach.

## Status
Międzynarodowa Unia Ochrony Przyrody (IUCN) uznaje gigancika za gatunek najmniejszej troski (LC – Least Concern). Liczebność populacji nie została oszacowana; w 1996 roku ptak ten opisywany był jako „rzadki” (uncommon). Ze względu na brak dowodów na spadki liczebności bądź istotne zagrożenia dla gatunku, BirdLife International uznaje trend liczebności populacji za prawdopodobnie stabilny.